# Catocala abacta
Catocala abacta là một loài bướm đêm thuộc họ Erebidae. Nó được tìm thấy ở Tiểu Á.

## Phụ loài
- Catocala abacta abacta
- Catocala abacta irana (Iran)